# Vrontoús
Vrontous (en griego: Βροντούς) es una cadena montañosa en el noreste de Serres y de las unidades regionales del drama occidental de Grecia. Su pico más alto es el Alí Babas (griego: Αλή Μπαμπάς). A 1.849 m de altitud Otros picos importantes son el Kour Lof (1.667 m, al suroeste del Ali Babas), Mavro Vouno (1.653 m, noreste), Siderovouni (1.475 m, este) y Sarligia (1.404 m, suroeste).